# Shauna Sand
Shauna Sand Lamas (ur. 2 września 1971 w San Diego) – amerykańska modelka i aktorka telewizyjna i filmowa.

## Życiorys

### Wczesne lata
Urodziła się w San Diego w Kalifornii. W wieku pięciu lat uczęszczała na lekcje baletu i zajęcia teatralne. Mając 11 lat uczyła się w The School of Creative and Performing Arts w San Diego. Jako 13-latka otrzymała stypendium taneczne z Ballet West w Salt Lake City.

### Kariera
Została modelką już w wieku dziewięciu lat. Udała się do Paryża i uzyskała tytuł bakalaureat na wydziale biznesu międzynarodowego administracji przedsiębiorstw w The American University of Paris.
W maju 1996 roku trafiła do kultowego magazynu erotycznego dla mężczyzn „Playboy”. Wystąpiła w pięciu odcinkach serialu Renegat (Renegade, 1995-97). Wzięła także udział w filmie pornograficznym Vivid Entertainment Shauna Sand Exposed (2009). Zagrała antagonistkę w trzecim sezonie Hollywood Girls (2012-2014).

### Życie prywatne
Była trzykrotnie zamężna. 27 kwietnia 1996 roku poślubiła aktora Lorenza Lamasa, z którym ma trzy córki – Alexandrę Lynne (ur. 22 listopada 1997), Victorię (ur. 24 kwietnia 1999) i Isabellę (ur. 2 lutego 2001). Jednak 8 października 2002 doszło do rozwodu. W sierpniu 2003 romansowała z Chace’em Crawfordem.
4 października 2006 wyszła za mąż za Romaina Chaventa, uczestnika francuskiego Big Brothera, lecz rozwiodła się 21 listopada 2008. 
15 stycznia 2011 poślubiła 25-letniego wtedy Laurenta Homburgera, a cztery miesiące później, po walce pomiędzy parą w dniu 18 maja, która doprowadziła do dwóch aresztowań, złożyła pozew o rozwód.

## Filmografia

### Filmy fabularne
- 1997: Czarny świt (Black Dawn) jako Thumper
- 1997: Dziewczyny z kalendarza 1997 (Playboy Video Playmate Calendar 1997) jako Shauna Sand - miss lutego
- 1998: The Chosen One: Legend of the Raven jako Emma
- 1998: Dług honorowy (Back to Even) jako pielęgniarka
- 2004: Ghost Rock
- 2004: The Deviants jako pani Jones
- 2007: Succubus: Hell Bent jako dziewczyna z jacuzzi
- 2009: Shauna Sand Exposed w roli samej siebie

### Seriale TV
- 1995: Renegat (Renegade) jako Brunette
- 1996: Renegat (Renegade) jako Ashley Bond
- 1996-97: Renegat (Renegade) jako Lake Bradshaw
- 1998-99: Air America jako Dominique
- 2001: Dark Realm jako Mercedes
- 2003: Czarodziejki (Charmed) jako Sienna
- 2004: Las Vegas jako striptizerka
- 2009: Shayne Lamas i spółka (Leave It to Lamas) w roli samej siebie
- 2011: L'île des Vérités w roli samej siebie
- 2012-2014: Hollywood Girls jako Geny G
- 2015: Botched w roli samej siebie